# Limonia acaenophora
Limonia acaenophora is een tweevleugelige uit de familie steltmuggen (Limoniidae). De soort komt voor in het Australaziatisch gebied.